# Notoryctes caurinus
Notoryctes caurinus là một loài động vật có vú trong họ Notoryctidae, bộ Notoryctemorphia. Loài này được Thomas mô tả năm 1920.

## Hình ảnh

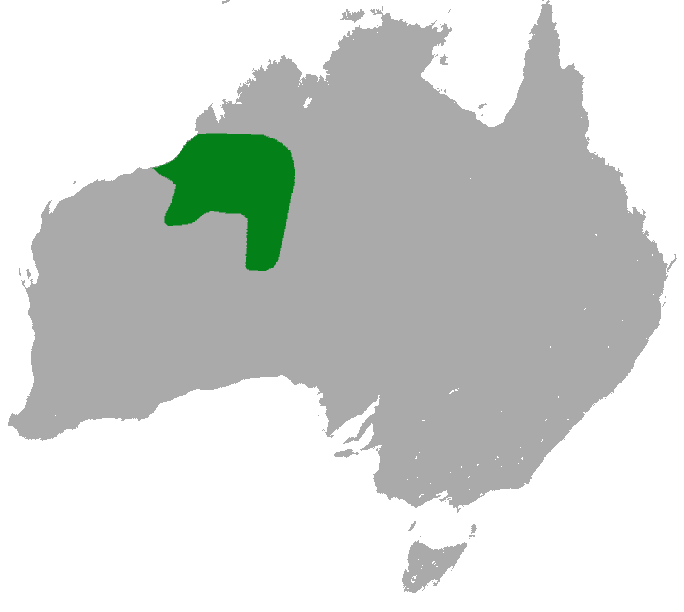